# Topsportcentrum Rotterdam
Het Topsportcentrum Rotterdam is een grote overdekte sportaccommodatie in Rotterdam naast het Feijenoordstadion. 
Het centrum werd in 2000 geopend en heeft de beschikking over vier indoorhallen die te huur worden aangeboden. De grootste indoorhal (Topsporthal 1) heeft een toeschouwerscapaciteit van 2400 en Topsporthal 2 een capaciteit van 1.000 toeschouwers. Daarnaast zijn er twee hallen die bestemd zijn voor de breedtesport. Het centrum is ook geschikt voor evenementen als beurzen, zakelijke bijeenkomsten en exposities.
Onder meer de sportverenigingen VC Nesselande, Feyenoord Basketbal, Challenge Sports Binnenland.Rotterdam zijn vaste gebruikers van het topsportcentrum. De hockeybond maakt geregeld gebruik van het centrum in het winterseizoen voor het organiseren van zaalhockeywedstrijden. Ook maken verschillende scholen gebruik van de faciliteiten. Van 2004 tot en met 2014 was de hal jaarlijks gastheer van de Nederlandse kampioenschappen judo.